# Europese Democratische Partij
De Europese Democratische Partij (EDP) is een centristische Europese politieke partij. De partij is in 2004 gesticht door François Bayrou van de Franse UDF en de Italiaan Francesco Rutelli. Deze twee waren co-voorzitters van 2004 tot 2019. François Bayrou is sinds november 2019 de enige voorzitter.
De partij is gesticht als reactie op de toenemende invloed van eurosceptische partijen in het Europees Parlement. Daarom is de EDP sterk pro-Europees.
In het Europees Parlement vormt de EDP samen met de partij Partij van de ALDE de fractie Renew Europe.

## Structuur
| Tijdspanne | Fractieleider in het Europees Parlement |
| ---------- | --------------------------------------- |
| 2002–2009  | Graham Watson                           |
| 2009–2019  | Guy Verhofstadt                         |
| 2019–heden | Dacian Cioloș                           |

## Financiering
Als geregistreerde Europese politieke partij heeft de partij recht op Europese publieke financiering, die de partij onafgebroken sinds 2004 heeft ontvangen.
Hieronder staat de ontwikkeling van de Europese publieke financiering die de partij heeft ontvangen.
Bedrag (€)Europese overheidsfinanciering van Europese politieke partijen0200.000400.000600.000800.0001.000.0001.200.0001.400.0002004200720102013201620192022Maximumbedragen aan overheidsfinancieringDaadwerkelijk ontvangen bedragen aan overheidsfinanciering
In overeenstemming met de Verordening inzake Europese politieke partijen en Europese politieke stichtingen, werft de partij ook private fondsen om haar activiteiten mede te financieren. Vanaf 2025 moeten Europese partijen ten minste 10% van hun vergoedbare uitgaven uit particuliere bronnen halen, terwijl de rest kan worden gedekt met Europese overheidsfinanciering.
Hieronder staat de ontwikkeling van de bijdragen en donaties die de partij heeft ontvangen.
Bedrag (€)Bijdragen van Europese politieke partijen030.00060.00090.000120.000150.000180.00020042008201220162020EDP
Bedrag (€)Donaties van Europese politieke partijen030006000900012.00015.00020042008201220162020EDP

## Leden

### Politieke partijen
De volgende partijen zijn lid van de EDP:

#### Huidige leden
| Land                         | Nationale partij                                         | Afkorting       | Europees Parlement (2019-2024) |
| ---------------------------- | -------------------------------------------------------- | --------------- | ------------------------------ |
| Cyprus                       | Αυτόνομη Πλατφόρμα                                       | ΑΠ              | geen verkozenen                |
| Duitsland                    | Freie Wähler                                             | FW              | 2 zetels                       |
| Frankrijk                    | Mouvement démocrate                                      | MoDem           | 6 zetels                       |
| Griekenland                  | Ένωση Κεντρώων                                           | EK              | geen verkozenen                |
| Hongarije                    | Új Kezdet                                                | UK              | geen verkozenen                |
| Italië                       | Azione                                                   | -               | geen verkozenen                |
| Italië                       | Italia Viva                                              | IV              | geen verkozenen                |
| Italië                       | L'Italia C'è                                             | -               | geen verkozenen                |
| Kroatië                      | Narodna stranka – Reformisti                             | NS – Reformisti | geen verkozenen                |
| Nederland                    | 50PLUS                                                   | 50+             | geen verkozenen                |
| Oostenrijk (Tirol)           | Liste Fritz                                              | FRITZ           | geen verkozenen                |
| Polen                        | Stronnictwo Demokratyczne                                | SD              | geen verkozenen                |
| San Marino                   | Repubblica Futura                                        | RF              | geen EU-lid                    |
| Slovenië                     | Demokratična stranka upokojencev Slovenije               | DeSUS           | geen verkozenen                |
| Spanje (Canarische Eilanden) | Coalición Canaria                                        | CC              | geen verkozenen                |
| Spanje (Galicië)             | Compromiso por Galicia                                   | CxG             | geen verkozenen                |
| Spanje (Baskenland)          | Eusko Alderdi Jeltzalea                                  | EAJ-PNV         | 1 zetel                        |
| Tsjechië                     | SEN 21                                                   | SEN 21          | geen verkozenen                |
| Europese Unie                | Young Democrats for Europe / Jeunes Démocrates européens | YDE / JDE       | -                              |

#### Voormalige leden
| Land     | Nationale partij                          | Afkorting |
| -------- | ----------------------------------------- | --------- |
| België   | Mouvement des Citoyens pour le Changement | MCC       |
| Cyprus   | Symmachia Politon                         | SYPOL     |
| Cyprus   | Platforma Politon                         | -         |
| Portugal | Partido Democrático Republicano           | PDR       |
| Roemenië | Asociaţia Italienilor din România         | RO.AS.IT. |
| Roemenië | PRO România                               | PRO       |

### Individuele leden
De partij heeft ook een aantal individuele leden, hoewel zij, net als de meeste andere Europese partijen, niet heeft geprobeerd een massaal individueel lidmaatschap te ontwikkelen.
Hieronder staat de ontwikkeling van het individuele lidmaatschap van de partij sinds 2019.
Individuele ledenIndividuele leden van Europese politieke partijen345678910201920202021202220232024EDP
| Land      | Naam                    |
| --------- | ----------------------- |
| Frankrijk | Catherine Chabaud       |
| Frankrijk | Sandro Gozi             |
| Ierland   | Marian Harkin           |
| België    | Marie-Christine Marghem |
| Italië    | Paolo Micheli           |
| Cyprus    | Pavlos Mylonas          |

## Vertegenwoordiging in Europese instellingen
| Organisatie     | Instelling                                           | Zetelaantal  |
| --------------- | ---------------------------------------------------- | ------------ |
| Europese Unie   | Europees parlement                                   | 10 / 720(1%) |
| Europese Unie   | Europese Commissie                                   | 0 / 27(0%)   |
| Europese Unie   | Europese Raad (Regeringsleiders)                     | 0 / 27(0%)   |
| Europese Unie   | Raad van de Europese Unie (Deelname aan de regering) |              |
| Europese Unie   | Europees Comité van de Regio's                       | 11 / 329(3%) |
| Raad van Europa | Parlementaire Vergadering                            |              |